# Kevin Mullin
Pour les articles homonymes, voir Mullin.
Kevin Mullin, né le 15 juin 1970 à Daly City (Californie), est un homme politique américain. Membre du Parti démocrate, il est élu à l'Assemblée de l'État de Californie de 2012 à 2022 avant d'être élu à la Chambre des représentants des États-Unis, où il siège à partir de 2023.

## Biographie

### Jeunesse et études
Kevin Mullin grandit à South San Francisco. Son père, Gene Mullin (en), est maire de la ville puis député à l'Assemblée de Californie.
Il est diplômé d'un bachelor of arts en communication de l'université de San Francisco en 1992 et d'un master of public administration de l'université d'État de San Francisco en 1998,.

### Engagement politique
De 1998 à 2001, il travaille pour la démocrate Jackie Speier au Sénat de Californie.
En 2007, il est élu au conseil municipal de South San Francisco. Il y siège jusqu'en 2012 et exerce les fonctions de maire de la ville de 2010 à 2011. Parallèlement, il est membre de la commission métropolitaine des transports de la baie de San Francisco (Metropolitan Transportation Commission).
En novembre 2012, il est élu à Assemblée de l'État de Californie dans le 22e district, rassemblant plus de 70 % des voix face au républicain Mark Gilham. Il est réélu avec plus de 70 % des voix en 2014, 2016, 2018 et 2020. À partir de 2014, il est président pro tempore de l'Assemblée.
Fin 2021, Jackie Speier — désormais représentante au Congrès des États-Unis — rend publique sa décision de ne pas être candidate à un nouveau mandat. Kevin Mullin se présente à sa succession à la Chambre des représentants des États-Unis lors élections de mi-mandat de 2022. Candidat dans le 15e district de Californie, qui comprend une partie de la péninsule de San Francisco, il reçoit le soutien de Jackie Speier qui souligne « son expérience législative et son bilan éprouvé ». Au printemps, Kevin Mullin est en tête des intentions de vote et des levées de fonds, devançant notamment le superviseur du comté de San Mateo David Canepa. Lors de la primaire de juin, il arrive effectivement en tête avec environ 40 % des voix, contre 25 % pour Canepa. Avant l'élection générale de novembre, il reçoit le soutien de la présidente de la Chambre des représentants, Nancy Pelosi. Dans un duel entre démocrates, il est finalement élu représentant des États-Unis avec environ 56 % des suffrages. Il est réélu le 5 novembre 2024.